# رياض القيسي
رياض القيسي (1939 - 18 كانون الثاني 2023)[بحاجة لمصدر] أستاذ قانون عراقي ودبلوماسي، كان آخر مناصبه وكيلاً لوزارة الخارجية العراقية،  عُيّن استاذاً في جامعة بغداد، وله شهادة دكتوراة في القانون،  وفي سبعينات القرن العشرين، التحق بوزارة الخارجية وأصبح مديراً عاماً لدائرة المنظمات الدولية لمدة عشر سنوات، وفي سنة 1993 كان مكلفاً برئاسة لجنة المفقودين الكويتيين،  وكان مديراً للمعهد الدبلوماسي العراقي وممثلاً دائماً للعراق في الأمم المتحدة حتى سنة 1985، حين انتخب لرئاسة لجنة القانون الدولي اللجنة السادسة في الأمم المتحدة،  ومثلَ العراقَ في لجنة ترسيم الحدود العراقية الكويتية سنة 1993، مقابلَ نظيره ممثل الكويت طارق رزوقي،  ذُكر أن رياضاً القيسي سافر إلى قطر بعد الاحتلال الأمريكي للعراق وأقام فيها. له كتاب منشور عنوانه (علم أصول القانون). وترجمة كتاب الوجيز في القانون الدولي. وترجمة كتاب (جزاءات الأمم المتحدة ضد العراق وجريمة الإبادة الجماعية). رياض القيسي هو ابن عمّ لعطا عبد الوهاب.[بحاجة لمصدر] غادر العراق في عام 2003 واستقر في دولة قطر حتى وفاته.